# فیلم‌شناسی استنلی کوبریک

کوبریک در زمان فیلم‌برداری بری لیندون در سال ۱۹۷۵

استنلی کوبریک (۱۹۹۹–۱۹۲۸) در طول دوران حرفه‌ای خود، سیزده فیلم بلند و سه فیلم مستند کوتاه را کارگردانی کرد. آثار او در مقام کارگردان، شامل ژانرهای مختلف است که به‌طور گسترده‌ای به‌عنوان آثار تأثیرگذار شناخته می‌شوند.
کوبریک نخستین اثر کارگردانی خود، مستند کوتاه روز نبرد را در سال ۱۹۵۱ تهیه کرد و سپس به‌دنبالش کشیش پرنده را در همان سال ساخت. او در سال ۱۹۵۳ نخستین فیلم بلند خود، هراس و هوس را کارگردانی کرد. درون‌مایه‌های تمثیلی ضد جنگ دوباره در فیلم‌های بعدی وی نمایان شد. آثار بعدی او، بوسه قاتل (۱۹۵۵) و کشتن (۱۹۵۶) از فیلم‌های نوآر بودند. نقاد، راجر ایبرت کشتن را ستود و با عطفِ به گذشته، آن را «نخستین فیلم به‌کمال‌رسیدهٔ» کوبریک نامید. کوبریک سپس دو فیلم هالیوودیِ راه‌های افتخار (۱۹۵۷) و اسپارتاکوس (۱۹۶۰) را با نقش‌آفرینی کرک داگلاس کارگردانی کرد. اسپارتاکوس توانست در سال ۱۹۶۰ برندهٔ جایزهٔ گلدن گلوب بهترین فیلم درام شود. فیلم بعدی او، لولیتا (۱۹۶۲) اقتباسی از رمانی به همین نام، نوشتهٔ ولادیمیر نابوکوف بود. این فیلم نامزد دریافت جایزهٔ اسکار بهترین فیلم‌نامهٔ اقتباسی شد. دکتر استرنجلاو، فیلم طنز جنگ سرد کوبریک با بازی پیتر سلرز و جرج سی. اسکات در سال ۱۹۶۴، جایزهٔ بفتای بهترین فیلم را دریافت کرد. این فیلم در کنار کشتن، بیشترین امتیاز در میان فیلم‌های کوبریک را در راتن تومیتوز دارد.
کوبریک در سال ۱۹۶۸، فیلم حماسهٔ فضایی ۲۰۰۱: ادیسه فضایی را کارگردانی کرد. ۲۰۰۱ که در حال حاضر در میان برترین فیلم‌های تأثیرگذاری که تاکنون ساخته شده‌اند قرار دارد، تنها جایزهٔ اسکار فردی کوبریک را به‌خاطر فعالیت وی به‌عنوان کارگردان جلوه‌های ویژه به ارمغان آورد. پروژهٔ بعدی وی، پرتقال کوکی (۱۹۷۱) در ژانر ویران‌شهری نام داشت که در ابتدا اقتباسی با درجه‌بندی اکس از رمانی به همین نام، اثر آنتونی برجس بود. پس از گزارش‌هایی مبنی بر جنایات الهام‌گرفته از نمای «خشونت فوق‌العادهٔ» فیلم، این موضوع کوبریک را از توزیع آن در پادشاهی متحده منصرف کرد.
کوبریک سپس فیلم تاریخی بری لیندون (۱۹۷۵) را ساخت که از فضای آینده‌نگرانهٔ دو فیلم قبلی او فاصله گرفته بود. این فیلم از نظر تجاری عملکرد خوبی نداشت و نقدهای مختلفی را دریافت کرد اما برندهٔ چهار اسکار از چهل و هشتمین دوره جوایز اسکار شد. کوبریک در سال ۱۹۸۰، درخشش را با اقتباس از رمان استیون کینگ کارگردانی کرد که جک نیکلسون و شلی دووال در آن بازی کردند. اگرچه کوبریک برای این فیلم نامزد دریافت جایزهٔ تمشک طلایی بدترین کارگردانی شد، درخشش اکنون به‌عنوان یکی از بهترین فیلم‌های ترسناکی که تاکنون ساخته شده‌است، شناخته می‌شود. هفت سال بعد، فیلم جنگ ویتنامیِ وی به نام غلاف تمام‌فلزی اکران شد. با توجه به راتن تومیتوز و متاکریتیک، این فیلم همچنان بالاترین امتیاز را در بین فیلم‌های بعدی کوبریک دارد. کوبریک در اوایل دههٔ ۱۹۹۰ برنامهٔ خود برای ساخت فیلم هولوکاست با عنوان کاغذهای آریان را رها کرد. او برای رقابت با فهرست شیندلر به کارگردانی استیون اسپیلبرگ مردد بود و پس از کار فراوان روی این پروژه، «به‌شدت افسرده» شده بود. آخرین فیلمش، فیلم مهیج شهوانیِ چشمان کاملاً بسته با بازی تام کروز و نیکول کیدمن پس از مرگ کوبریک در سال ۱۹۹۹ اکران شد. اسپیلبرگ پروژهٔ ناتمامی که کوبریک آن را پینوکیو می‌نامید، با عنوان هوش مصنوعی (۲۰۰۱) به پایان رساند.
جشنوارهٔ فیلم ونیز در سال ۱۹۹۷ شیر طلایی یک عمر دستاورد هنری را به کوبریک اهدا کرد. در همان سال، او جایزهٔ یک عمر دستاورد هنری انجمن صنفی کارگردانان آمریکا را که بعدها جایزهٔ دی. دبلیو. گریفیث نامیده شد، دریافت کرد. آکادمی هنرهای فیلم و تلویزیون بریتانیا (بفتا) در سال ۱۹۹۹ جایزهٔ بریتانیا را به او تقدیم کرد. پس از مرگ کوبریک، بفتا نام جایزه‌ای را به افتخار او تغییر داد که «جایزهٔ بریتانیا استنلی کوبریک برتری در فیلم» نام دارد. او پس از مرگ، در سال ۲۰۰۰ جایزهٔ بفتا فلوشیپ را دریافت کرد.

## آثار

### فیلم بلند

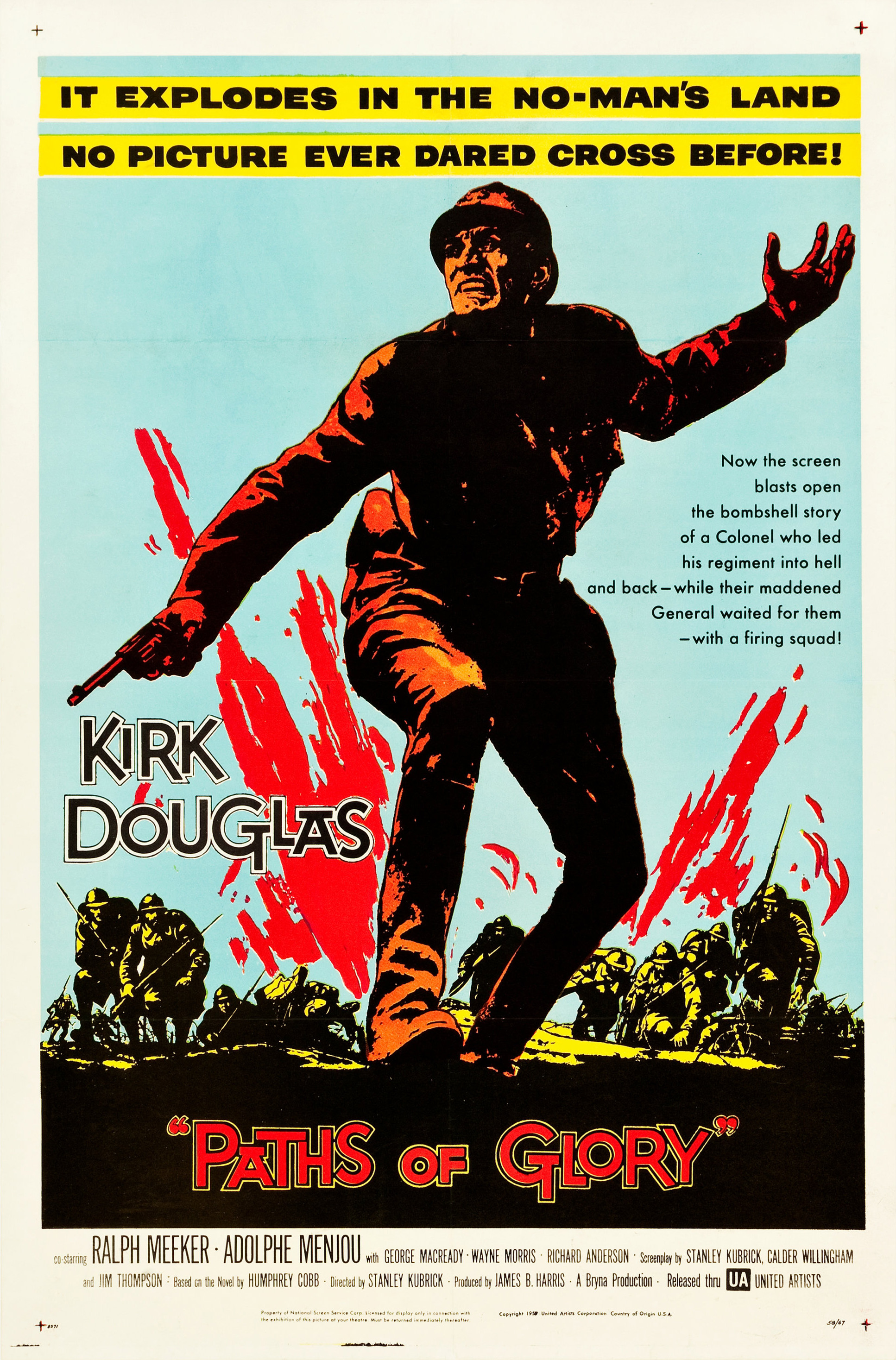
پوستر راه‌های افتخار (۱۹۵۷)

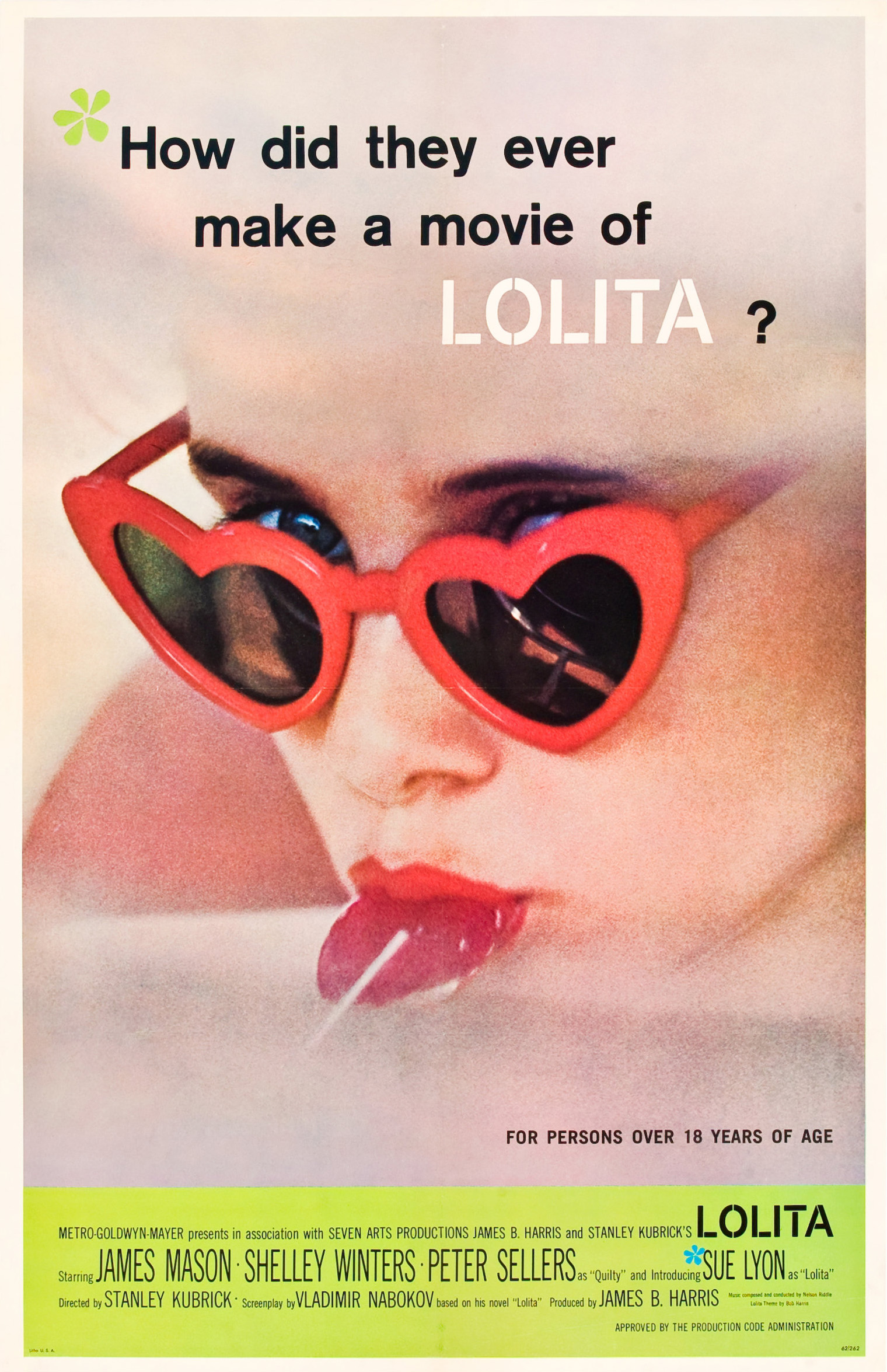
پوستر لولیتا (۱۹۶۲)

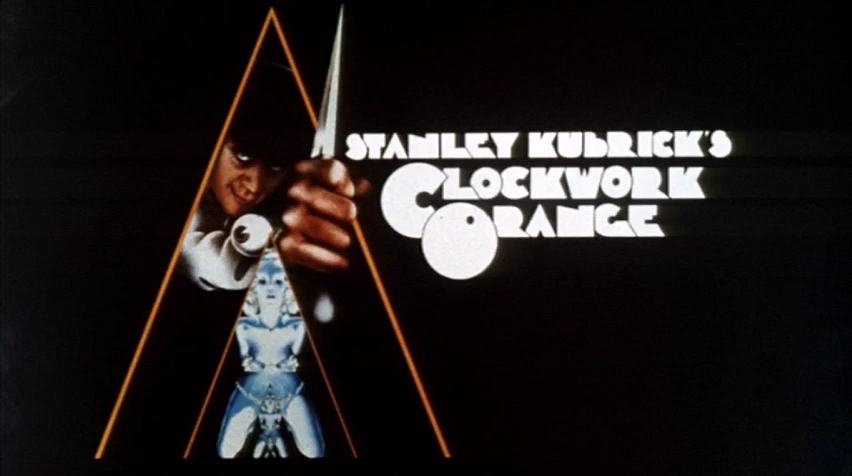
پوستر پرتقال کوکی (۱۹۷۱)

| سال  | فیلم              | کارگردان | نویسنده             | تهیه‌کننده | یادداشت                                                                | منابع                       |
| ---- | ----------------- | -------- | ------------------- | --------- | ---------------------------------------------------------------------- | --------------------------- |
| ۱۹۵۳ | هراس و هوس        | آری      | نه                  | آری       |                                                                        | [ ۷ ] [ ۴۱ ]                |
| ۱۹۵۵ | بوسه قاتل         | آری      | نه                  | آری       |                                                                        | [ ۴۲ ]                      |
| ۱۹۵۶ | کشتن              | آری      | آری                 | نه        |                                                                        | [ ۱۰ ]                      |
| ۱۹۵۷ | راه‌های افتخار     | آری      | آری                 | نه        |                                                                        | [ ۴۳ ] [ ۴۴ ]               |
| ۱۹۶۰ | اسپارتاکوس        | آری      | نه                  | نه        |                                                                        | [ ۴۵ ]                      |
| ۱۹۶۲ | لولیتا            | آری      | در عنوان‌بندی نیامده | نه        |                                                                        | [ ۴۶ ] [ ۴۷ ]               |
| ۱۹۶۴ | دکتر استرنجلاو    | آری      | آری                 | آری       |                                                                        | [ ۴۸ ]                      |
| ۱۹۶۸ | ۲۰۰۱: ادیسه فضایی | آری      | آری                 | آری       | همچنین به‌عنوان تدوین‌گر، کارگردان جلوه‌های ویژه و مشارکت در جلوه‌های صوتی | [ ۱۹ ] [ ۴۹ ] [ ۵۰ ] [ ۵۱ ] |
| ۱۹۷۱ | پرتقال کوکی       | آری      | آری                 | آری       |                                                                        | [ ۲۱ ] [ ۵۲ ]               |
| ۱۹۷۵ | بری لیندون        | آری      | آری                 | آری       |                                                                        | [ ۵۳ ] [ ۵۴ ]               |
| ۱۹۸۰ | درخشش             | آری      | آری                 | آری       |                                                                        | [ ۵۵ ]                      |
| ۱۹۸۷ | غلاف تمام‌فلزی     | آری      | آری                 | آری       |                                                                        | [ ۳۰ ]                      |
| ۱۹۹۹ | چشمان کاملاً بسته  | آری      | آری                 | آری       | انتشار پس از مرگ                                                       | [ ۵۶ ] [ ۵۷ ]               |

### مستند کوتاه
| سال  | فیلم       | کارگردان | نویسنده | تهیه‌کننده | منابع         |
| ---- | ---------- | -------- | ------- | --------- | ------------- |
| ۱۹۵۱ | روز نبرد   | آری      | آری     | آری       | [ ۵۸ ] [ ۵۹ ] |
| ۱۹۵۱ | کشیش پرنده | آری      | آری     | نه        | [ ۶۰ ] [ ۶۱ ] |
| ۱۹۵۳ | دریانوردان | آری      | نه      | آری       | [ ۶۲ ]        |

## بازخورد منتقدان
| سال  | فیلم              | راتن تومیتوز  | متاکریتیک   |
| ---- | ----------------- | ------------- | ----------- |
| ۱۹۵۳ | هراس و هوس        | ۷۵٪ (۱۶ نقد)  | —           |
| ۱۹۵۵ | بوسه قاتل         | ۸۶٪ (۲۱ نقد)  | —           |
| ۱۹۵۶ | کشتن              | ۹۸٪ (۴۱ نقد)  | ۹۱ (۱۵ نقد) |
| ۱۹۵۷ | راه‌های افتخار     | ۹۵٪ (۶۰ نقد)  | ۹۰ (۱۸ نقد) |
| ۱۹۶۰ | اسپارتاکوس        | ۹۳٪ (۶۱ نقد)  | ۸۷ (۱۷ نقد) |
| ۱۹۶۲ | لولیتا            | ۹۱٪ (۴۳ نقد)  | ۷۹ (۱۴ نقد) |
| ۱۹۶۴ | دکتر استرنجلاو    | ۹۸٪ (۹۱ نقد)  | ۹۷ (۳۲ نقد) |
| ۱۹۶۸ | ۲۰۰۱: ادیسه فضایی | ۹۲٪ (۱۱۳ نقد) | ۸۴ (۲۵ نقد) |
| ۱۹۷۱ | پرتقال کوکی       | ۸۶٪ (۷۱ نقد)  | ۷۷ (۲۱ نقد) |
| ۱۹۷۵ | بری لیندون        | ۹۱٪ (۷۴ نقد)  | ۸۹ (۲۱ نقد) |
| ۱۹۸۰ | درخشش             | ۸۴٪ (۹۵ نقد)  | ۶۶ (۲۶ نقد) |
| ۱۹۸۷ | غلاف تمام‌فلزی     | ۹۲٪ (۸۳ نقد)  | ۷۶ (۱۹ نقد) |
| ۱۹۹۹ | چشمان کاملاً بسته  | ۷۵٪ (۱۵۸ نقد) | ۶۸ (۳۴ نقد) |